# Неофіт II Константинопольський
Неофіт II — патріарх Константинопольський з 1602 по 1603 та з 1607 по 1612 роки.
Він був афінянином і описаний як вчений ієрарх, з чеснотами та відданістю церковному порядку. В 1597–1602 роках був митрополитом Афін. У березні 1602 року він був обраний Вселенським патріархом, змінивши свого суперника Матвія II. У січні 1603 р. він був звинувачений у різних скандалах і скинутий. Був засланий на Родос, а потім у Синайський монастир.
15 жовтня 1607 року він був переобраний Патріархом, змінивши Рафаїла II, який пішов у відставку. Неофіт займався адміністративними та фінансовими питаннями. Він намагався покращити фінанси Патріархії, наклавши на єпископів своєї юрисдикції надзвичайний збір Синодиком. Ремонтував і Патріарший будинок. Його політика була антитурецькою і пропапською. 6 серпня 1608 року він надіслав Папі Павлу V визнання віри, яким прийняв папський примат. У 1609 році він надіслав суворо конфіденційного листа королю Іспанії Філіппу III з проханням організувати кампанію для звільнення православних від турків.
Його пропапська політика, а також економічні заходи, які він вжив, викликали незручність у народі, але також створили ворогів, таких як Максим Пелопоннеський і Кирило Лукаріс, яким вдалося вигнати його з престолу. Після п'ятирічного патріарства, в жовтні 1612 року, після суду було вирішено знову заслати його на Родос. Однак патріархом був обраний його протеже Тимофій Мармарінос, тому рішення не було виконано, і він залишився в Константинополі. За іншою версією, він помер у 1612 році, і наглядачем став Кирило Лукаріс. Похований у Халках.